# Districte d'Almirante
Almirante és un districte de la província panamenya de Bocas del Toro. Com que fou creat el 2015 encara no hi ha estadístiques de població, però sumada la dels corregiments dona 21.841 habitants (superfície 1794,9 km²). La capital és Almirante.
Va ser creat per la Llei 39 del 8 de juny de 2015, segregant-se del districte de Changuinola.

## Divisió política
El districte està format pels següents corregiments:
- Puerto Almirante
- Barriada Guaymí
- Barrio Francés
- Nance de Riscó
- Valle de Aguas Arriba
- Valle de Riscó